# XCOM 2
XCOM 2 ist ein Computerspiel des Entwicklers Firaxis Games und wurde vom Publisher 2K Games am 5. Februar 2016 für die Betriebssysteme Windows, macOS und Linux veröffentlicht. Es handelt sich um ein rundenbasiertes Strategiespiel und ist die Fortsetzung von XCOM: Enemy Unknown aus dem Jahr 2012. Im September 2016 folgten entsprechende Umsetzungen für die PlayStation 4 und Xbox One. Die Handlung beginnt zwanzig Jahre nach dem Krieg gegen die Aliens und der Niederlage der Menschheit und ihrer Militärorganisation XCOM.

## Handlung
XCOM 2 spielt im Jahr 2035 und beginnt zwanzig Jahre nach den Ereignissen aus XCOM: Enemy Unknown. Die multinationale militärische und wissenschaftliche Organisation XCOM konnte die Alienbedrohung nicht abwenden, letztlich wurde sie durch das Taktieren des Nationenrats hintergangen, der sich bereits kurz nach der Invasion den Aliens ergab. XCOM wurde dadurch zu einer Untergrundorganisation, die den Widerstand im Untergrund neu formiert. Viele frühere XCOM-Offiziere, wie beispielsweise Central Officer Bradford, zogen es vor, sich der neuen Regierung unter den Aliens zu verweigern, und versteckten sich. Die Erde wird nun kontrolliert durch ADVENT, ein Marionettenregime, das durch ihre Propaganda die Alienherrschaft schönredet, indem es die Invasion der Aliens als friedliche Kontaktaufnahme bezeichnet und die irdische XCOM-Streitmacht als Terroristen brandmarkt.
In diesem Szenario übernimmt der Spieler die Rolle eines Commanders, der in Aliengefangenschaft aus der Stasis erwacht und von Central Officer Bradford gerettet wird. XCOM bereitet einen Angriff auf einen Alienkonvoi vor, um einen Vorrat des Minerals Elerium zu stehlen, das Grundlage der Alientechnologie ist. Damit soll die Avenger, ein erbeutetes Alienschiff, ausgerüstet werden.
Die Avenger dient als Basis für Operationen gegen die Alienstreitmacht im weiteren Spielverlauf. Dadurch ist die Ausgangslage für den Spielverlauf nicht die eines ortsgebundenen militärischen Hauptquartiers innerhalb eines konventionellen militärischen Schlagabtauschs. Vielmehr operiert XCOM als bunt gemischte Rebellentruppe nun mobil, alle Einsätze werden an Bord des Schiffs vorbereitet und mit Hilfe des Geoscapes, einer Weltkarte geplant. Es gilt die Avenger auszubauen, Vorräte zu sammeln, Kontakt mit XCOM-Splittergruppen herzustellen oder Einsätze gegen die Besatzer zu starten.
Im Verlauf des Spiels fügen sich einzelne, bei Einsätzen gewonnene Informationen zu dem Bild eines Alien-Geheimprojekts zusammen, dem Avatar-Projekt. Die Wissenschaftler von XCOM, Tygan und Shen, entdecken, dass die Führer von ADVENT an einer Krankheit leiden, die ihre Körper zerfallen lässt. Um diesem Schicksal zu entfliehen, begannen sie aus entführten Menschen neue Körper für sich entstehen zu lassen, die sogenannten Avatare. Unter dem Druck des
Widerstands durch XCOM und der Furcht vor Aufdeckung wird das Avatar-Projekt beschleunigt, indem Millionen von Menschen unter dem Vorwand, alle Krankheiten zu heilen, in Genetikkliniken behandelt werden sollen. Dieses Projekt fungiert innerhalb des Spiels auch als Trigger, um Spielerentscheidungen herauszufordern, denn es stellt einen Countdown dar: Das Projekt schreitet im Hintergrund fort, und wenn es fertiggestellt ist, endet das Spiel automatisch. Nur Angriffe auf Einrichtungen der Aliens verzögern das Projekt und setzen den Countdown zurück.

## Gameplay
Das Szenario hat starke Auswirkungen auf die taktische Ausrichtung des Vorgehens innerhalb des Spielverlaufs. Einsätze mit anfangs vier, später sechs Kämpfern müssen verdeckt durchgeführt werden, es dominieren Schleich-Missionen und Hinterhalte, selten kann aus einer Position der Gleichwertigkeit der Gefechtsgegner agiert werden, da dies die Bewaffnung der XCOM-Kämpfer nicht zulässt. Trotz der Einführung der Schleichtaktik ins Gameplay ersetzt sie nicht den Kampf oder ist es möglich, ein Level ausschließlich im Stealth zu vollenden, da ADVENT immer wieder neue Verstärkungen entsendet. Es gibt auch schnellere Gefechte als in Enemy Unknown mit „Hit-and-Run“-Missionen, bei denen die Einheiten in die Alieneinrichtungen eindringen und ihre Ziele schnell erreichen müssen, um sofort wieder zum Absprungpunkt zurückzukehren.
Ausgebaut wurde die Charakter-Customization, mit der Spieler die Persönlichkeiten und das Äußere ihrer Kämpfer gestalten können. Dazu gehören auch Geschlecht, Nationalität und Waffen. Weitere Optionen zur Charaktergestaltung eröffnet das „Resistance Warrior Pack“, das allerdings nur denjenigen Käufern zur Verfügung steht, die das Spiel vorab bestellten.
Umfangreiche Unterstützung von Spielmodifikationen (Mods) ist wie schon im Vorgänger grundlegendes Feature. XCOM 2 beigegeben ist das Unreal Development Kit (UDK), mit dessen Hilfe Änderungen am Spiel programmiert werden können. Die Verkaufsversion enthielt bereits sogenannte Day-One-Mods, die Firaxis Games in Zusammenarbeit mit den Long War Studios entwickelte. Durch die Beigabe des Development Kits standen darüber hinaus bereits kurz nach Veröffentlichung zahlreiche Modifikationen aus der Spieler- und Entwicklercommunity zur Verfügung, unter anderem auch Mods, die direkt die Spielbarkeit verbesserten, beispielsweise Verkürzung der im Vergleich zum Vorgänger sehr langen Ladezeiten.

## Wertung
Das Spiel wurde von der Fachpresse positiv aufgenommen und erreichte im Monat der Veröffentlichung in Metacritic einen Wert von 89 % auf Basis von 67 Wertungen für Windows-PC – zwei Jahre nach Erstveröffentlichung erhielt das Spiel in Metacritic einen Wert von 88 % auf Basis von 104 Kritiken. Hervorgehoben werden die „hervorragend präsentierten Rundengefechte“ sowie die anspruchsvollen Schwierigkeitsgrade des Spiels, was aber auch gleichermaßen als negative Kritik gelten könnte, denn die Schwierigkeitsgrade konnten für Anfänger zu Beginn zu Frustrationen führen.
Das Spiel reizte die zum Release-Termin aktuelle PC-Hardware in Bezug auf Grafik und Physik aus. Entsprechend wies die Fachkritik auf die hohen Systemanforderungen für das Spiel mit hohen Auflösungen und höchster Detailstufe hin sowie auf die Ladezeiten, die im Vergleich zum Vorgänger besonders lang ausfallen. Seit dem 30. September 2016 ist XCOM 2 auch für die Konsolen erhältlich. Sowohl auf der Xbox One als auch auf der PlayStation 4 erreichte der Titel ebenfalls hervorragende Ergebnisse. Die englischsprachige Seite Gamespot verteilte für die Xbox-One-Version 85 % und auf PS4Info erreichte die PlayStation-4-Version insgesamt 4 von 5 Sternen samt Kaufempfehlung.